# فلوريس إيزولا
فلوريس إيزولا (بالفرنسية: Floris Isola)‏ هو لاعب كرة قدم فرنسي في مركز الوسط، ولد في 31 أكتوبر 1991 في سيت في فرنسا. لعب مع نادي سيت ونادي كوشيتسه ونادي مارتيغ.

## وصلات خارجية
- فلوريس إيزولا على موقع قاعدة بيانات كرة القدم.إي يو (الإنجليزية)
- فلوريس إيزولا على موقع Soccerway.com (الإنجليزية)